# Гуси-лебеди (мультфильм)
«Гуси-лебеди» — советский рисованный мультфильм 1949 года, созданный на студии «Союзмультфильм» по одноимённой русской народной сказке.

## Сюжет
Уезжая на ярмарку, родители дали наказ своей дочери Маше приглядывать за братом Ваней и беречь его. Распрощавшись с родителями, девочка легкомысленно оставила его сидеть во дворе, а сама убежала играть с подружками в горелки. Вдруг налетели гуси-лебеди, схватили Ваню со двора и понесли к хозяйке — Бабе-Яге.
Делать нечего — нужно брата выручать, и сестрица отправилась в лес, искать избушку на курьих ножках. По дороге ей сначала встречается печка, просящая вынуть её ржаные пирожки, но девочка сначала хотела ей отказать, а потом согласилась ей помочь, и печка подсказывает, куда полетели гуси-лебеди.
В саду Маша встречает яблоню, на которой созрели яблоки. Маша стряхивает эти яблоки с веток яблони, и она так же подсказывает, куда полетели гуси-лебеди.
Под обрывом Маша встречает речку, на которую упали тяжёлые камни. Маша убирает их, чтобы дать простор речной воде, и речка так же подсказывает, куда полетели гуси-лебеди.
В лесу Маша заблудилась и, сев на упавшее дерево, заплакала. Ёжик слышит плач девочки и приводит её к избушке на курьих ножках, где живёт Баба-Яга. Когда последняя растопила печку и пошла за ухватом вынуть чугунок, Маша воспользовалась этим и спасла братца. Когда Баба-Яга возвращается, то видит, что добыча пропала, и посылает гусей-лебедей по следам детей. Однако от погони их укрывают речка, яблоня и печка в благодарность за ранее оказанные им услуги.
Под конец мультфильма Маша оставляет свой платок на шестке печки, чтобы заманить туда гусей-лебедей. Так и происходит — гуси-лебеди залетают в печку, и Маша их обжигает. На дорожку печка угощает детей своими ржаными пирожками, и они благополучно возвращаются домой. Приехавшие с ярмарки родители обеспечивают Машу и Ваню обещанными гостинцами.

## Над фильмом работали
- Сценарий: Ивана Иванова-Вано[1], Александры Снежко-Блоцкой
- Текст песни: Александра Коваленкова
- Режиссёры: Иван Иванов-Вано, Александра Снежко-Блоцкая
- Художники-постановщики: Лев Мильчин, Надежда Строганова
- Композитор: Юрий Никольский
- Оператор: Николай Воинов
- Звукооператор: Николай Прилуцкий
- Технические ассистенты: В. Свешникова, Вера Шилина
- Художники-декораторы:
  - Валентина Нечаева
  - Галина Невзорова
  - Вера Роджеро
  - Ирина Троянова
  - Дмитрий Анпилов
- Монтажница: Нина Майорова
- Художники-мультипликаторы:
  - Владимир Арбеков
  - Александр Беляков
  - Ламис Бредис
  - Дмитрий Белов
  - Борис Бутаков
  - Владимир Данилевич
  - Константин Малышев
  - Фаина Епифанова
  - Кирилл Малянтович
  - Лев Попов
  - Борис Степанцев
  - Фёдор Хитрук
  - Татьяна Фёдорова
  - Татьяна Таранович
- Роли озвучивали:
  - Мария Бабанова — речка
  - Фаина Шевченко — печка
  - Галина Новожилова — Маша
  - Леонид Пирогов — отец Маши и Вани
  - Ираида Винокур — подружки Маши/яблоня
  - Михаил Холодов — Ваня
  - Александра Денисова — мать Маши и Вани
  - Георгий Милляр — ёжик
  - Вера Орлова — Баба-Яга
- Актёры, которые озвучивали роли, не указаны в титрах, но перечислены вместе со всей съёмочной группой (кроме Г. Милляра и В. Орловой) в Приложении на странице 203 в книге: Фильмы-сказки. Сценарии рисованных фильмов. Выпуск 1 (1950).

## Переозвучка
- Озвучивание 2001 года — Виталий Ованесов, Ирина Маликова, Жанна Балашова, Татьяна Канаева
- В 2001 году мультфильм был отреставрирован и заново переозвучен компаниями ООО «Студия АС» и ООО «Детский сеанс 1».

## Отзывы
На протяжении нескольких десятилетий неустанно разрабатывает Иванов-Вано великолепный, сверкающий и неистощимый пласт русской сказки. Сказки народной и сказки литературной, близкой по духу народной… В «Сказке о царе Дурандае» мы находим как бы запев русской темы Иванова-Вано. Темы, которой так или иначе не минует большинство его фильмов. Она прозвучит в коротенькой «Зимней сказке» — поэтической фантазии, сотканной из снега и наивных волшебств рождественского леса, положенных на музыку П. И. Чайковского; блестками засверкает в «Коньке-Горбунке», триумфально обошедшем весь мир; в той или иной мере отразится в «Гусях-лебедях», в «Сказке о мертвой царевне и о семи богатырях», в «Снегурочке» и в «Двенадцати месяцах»…— Абрамова Н.